# شکارگیر سراشیب
شکارگیر سراشیب (نام علمی: Austrogomphus praeruptus) نام یک گونه از سرده شکارگیرها است.